# Kharsia
Kharsia is een nagar panchayat (plaats) in het district Raigarh van de Indiase staat Chhattisgarh. 

## Demografie
Volgens de Indiase volkstelling van 2001 wonen er 17.387 mensen in Kharsia, waarvan 51% mannelijk en 49% vrouwelijk is. De plaats heeft een alfabetiseringsgraad van 71%. 